# San Giorgio Ionico
San Giorgio Ionico est une commune italienne de la province de Tarente, dans la région des Pouilles.

## Administration
| Période                                  | Période | Identité       | Étiquette | Qualité |
| ---------------------------------------- | ------- | -------------- | --------- | ------- |
|                                          |         | Angelo Venneri |           |         |
| Les données manquantes sont à compléter. |         |                |           |         |

### Communes limitrophes
Carosino, Faggiano, Monteiasi, Monteparano, Roccaforzata, Tarente.